# Hypercalymnia metaxantha
Hypercalymnia metaxantha là một loài bướm đêm trong họ Noctuidae.